# ZX-Ревю
«ZX-Ревю» — сначала советское, и затем российское печатное и электронное издание в формате журнала, посвящённое компьютеру ZX Spectrum. Издание было основано и выпускалось коллективом научно-технического кооператива «Инфорком». Первый номер был выпущен в конце 1990 года, последний — в ноябре 1997 года. Всего вышло более 40 номеров журнала[сколько?].
«ZX-Ревю» как средство коммуникации объединил аудиторию любителей ZX Spectrum на постсоветском пространстве и сыграл ведущую роль в повышении профессионального уровня пользователей этого компьютера. Тематика журнала включала в себя программное и аппаратное обеспечение данной платформы, предлагая программные решения для начинающих и опытных программистов, аппаратные схемы компьютеров и периферии, обзоры игровых программ, мнения и идеи читателей, и другие материалы.
Успех «ZX-Ревю» повлиял на многие творческие группы, и после появилось множество других изданий, посвящённых ZX Spectrum. Количество читателей журнала оценивалось в десятки тысяч человек, а аудитория насчитывала сотни тысяч.
В середине 1990-х коллектив «Инфорком» на базе опыта «ZX-Ревю» организовал новое издание PC-Review, посвящённое персональным компьютерам.

## История
Первый номер ежемесячного журнала «ZX-Ревю» был подготовлен коллективом научно-технического кооператива «Инфорком» к новому 1990/1991 году и был выпущен как первый номер 1991 года. К этому времени «Спектрум» проник на постсоветское пространство и завоевал многомиллионную аудиторию. Интересом пользовались не только компьютерные игры, и многие пользователи начали изучать аппаратное и программное обеспечение компьютера. Изначально техническая документация проникала в виде машинописных перепечаток, переведённых с иностранных источников, но далее происходило самостоятельное издание своих разработок. 1991 год оказался рубежом, на котором в дело включились кооперативы и книжные издательства.
На 1990 год фактически какой-либо связи, кроме локальной, между советскими спектрумистами не было, и «ZX-Ревю» «взорвал лёд отчуждённости» любителей ZX Spectrum. Как следствие, журнал обрёл популярность и быстро превратился в главное печатное издание спектрумистов на постсоветском пространстве. С помощью издания знакомились, общались и обменивались опытом со своими товарищами по увлечению со всех концов страны. Таким образом, вокруг «Инфоркома» и других подобных проектов начало складываться творческое сообщество.
Коллектив «Инфорком» занимался не только изданием журнала, но им было выпущено несколько книг, посвящённых разработке программ для ZX Spectrum и его аппаратному обеспечению. Материалы «ZX-Ревю» частично использовались в данных изданиях[значимость факта?].
Журнал выходил ежемесячно, или в качестве сдвоенных за 2 месяца выпусков. В 1997 году выходит два первых выпуска в печатной версии, и позднее журнал публикуется только в электронной[прояснить]. Последний из них вышел за ноябрь-декабрь 1997 года, а сообщения о закрытии издания и кооператива «Инфорком», произошедшем в декабре, появились в начале 1998 года.

## Содержание
Помимо публикуемых статей, обзоров и других материалов «ZX-Ревю» вёл несколько тематических рубрик. Наиболее известными[прояснить] из них были «Этюды», «Читатель-читателю», «Советы экспертов». Первая из них рассматривала небольшие процедуры и хитрости, помогающие решать те или иные вопросы в программировании. Вторая публиковала всевозможные идеи от читателей, как в области программирования, так и вне её. Третья содержала описания и прохождения компьютерных игр.

## Мнения
В историческом обзоре игровой индустрии в журнале Adventurer было сообщено, что на начальном этапе авторы «ZX-Ревю» не отличались большой компетентностью для ZX Spectrum, но он был выше, чем средний уровень любителей по стране, а издательская работа позволила быстро завоевать читательскую аудиторию. В то же время, коллектив «Инфорком» работал над повышением профессионального уровня сообщества спектрумистов, помещая в выпуски уроки программирования на языке «Бейсик» и в машинных кодах. Другим примером данного направления стала открытая в 1994 году компания «Авторская программа», благодаря которой стали появляться отечественные сборники игровых, системных и прикладных программ, присылаемых в редакцию.
В 2001 году в компьютерной газете «Абзац» было сообщено, что «ZX-Ревю» является одним из лучших источников для обучения программированию на ZX Spectrum.

## Влияние
«ZX-Ревю» оказал влияние на многие творческие группы, которые впоследствии организовали выпуск собственной электронной прессы, распространяемой на пятидюймовых дискетах. Данные издания использовали программную оболочку с оригинальной графикой и музыкальным сопровождением, и их выпуски распространялись по почте и другими средствами. Одним из первых таких изданий стала журнал «Спектрофон», выпущенный в 1994 году творческой группой STEP — журналистами «ZX-Ревю» Юрием Матвеевым и Сергеем Шишлянниковым, позже получившими известность игрой «Звёздное наследие».
Через три года после первого выпуска «ZX-Ревю» число читателей составляло десятки тысяч человек, а к самому журналу, по оценкам издательства, приобщились сотни тысяч[прояснить]. Со временем, в том числе по обратной связи с читателями, коллективу «Инфорком» стала понятна необходимость освоения новой платформы — люди обзаводились IBM-совместимыми компьютерами и хотели бы видеть на них подобные издания. До 1994 года в «Инфорком» в течение двух лет пробовали несколько раз провести маркетинговую компанию через средства массовой информации[прояснить], но эти попытки оказались неуспешными. Некоторые проекты[какие?] не пошли из-за экономических причин, таких как высокий уровень инфляции. Однако, к началу 1994 года «Инфорком» на базе опыта «ZX-Ревю» организовал первый выпуск журнала PC-Review[значимость факта?], вышедший сначала в электронном варианте, а в апреле 1994 года в полиграфическом. В него вошёл ряд рубрик и практик «ZX-Ревю», такие как раздел «Форум», где читатели обмениваются письмами, мнениями и советами, или раздел «Компьютерная новелла», аналогичный существовавшему в «ZX-Ревю». Таким образом, использовался имеющийся опыт, а содержание издания было знакомо читателям.